# Mińska Grupa Armijna
Mińska Grupa Armijna, Минская армейская группа – radziecka grupa armijna w latach 1938–1939, sformowana w ramach reorganizacji struktury organizacyjnej Armii Czerwonej prowadzonej od 1937. 
Jedna z sześciu wystawionych na granicy zachodniej ZSRR w związku z kryzysem sudeckim w 1938.
Od 7 września 1939 jako 11 Armia.